# Slaughterhouse (album de Slaughterhouse)
Pour les articles homonymes, voir Slaughterhouse.
Albums de Slaughterhouse
Slaughterhouse
(2011)
Singles
1. The One
Sortie : 2 juillet 2009
2. Microphone
Sortie : novembre 2009

Slaughterhouse est le premier album studio de Slaughterhouse, sorti le 11 août 2009.
L'album s'est vendu à 18 600 copies la première semaine de sa sortie et s'est classé 4e au Top R&B/Hip-Hop Albums.

## Liste des titres
| No  | Titre                                                                 | Contient un (des) sample(s) de                                                                        | Durée |
| --- | --------------------------------------------------------------------- | --- | ----- |
| 1.  | Sound Off (Produit par StreetRunner)                                  | It's Too Late des Stylistics                                                                          | 5:51  |
| 2.  | Lyrical Murderers (featuring Kay Young – Produit par Focus...)        | Onslaught de Slaughterhouse                                                                           | 4:04  |
| 3.  | Microphone (Produit par The Alchemist)                                | Love Sounds des Intimate Strangers L'Alpagueur de Michel Colombier Microphone Fiend d'Eric B. & Rakim | 4:42  |
| 4.  | Not Tonight (Produit par StreetRunner)                                | I Don't Know Why I Love You de Thelma Houston                                                         | 3:39  |
| 5.  | The One (featuring The New Royales – Produit par DJ Khalil)           | I'm Still #1 des Boogie Down Productions Janie's Got a Gun d'Aerosmith Fly Away de Lenny Kravitz      | 3:37  |
| 6.  | In the Mind of Madness (skit)                                         | | 1:23  |
| 7.  | Cuckoo (Produit par DJ Khalil)                                        | | 4:30  |
| 8.  | The Phone Call (skit)                                                 | |       |
| 9.  | Onslaught 2 (featuring Fatman Scoop – Produit par Emile)              | I Found a Love de Gwen McCrae                                                                         | 4:27  |
| 10. | The Phone Call 2 (skit)                                               | | 0:56  |
| 11. | Salute (featuring Pharoahe Monch – Produit par Mr. Porter)            | | 4:31  |
| 12. | Pray (It's a Shame) (Produit par RealSon)                             | It's a Shame des Spinners                                                                             | 3:53  |
| 13. | Cut You Loose (Produit par Mr. Porter)                                | You're No Good de The Harvey Averne Dozen                                                             | 4:43  |
| 14. | Raindrops (featuring Novel – Produit par Filthy Rockwell)             | | 5:00  |
| 15. | Killaz (featuring Melanie Rutherford et C. Brown – Produit par Emile) | | 4:09  |

| 16. | Fight Klub (Produit par Frequency) | 4:42 |